# Алпийска геосинклинална област
Алпийската геосинклинална област или Алпийско нагъване, Алпийска орогенеза е геоложка орогенеза, проявила се в края на мезозойската ера и през целия неозой, с която са свързани голяма част от съвременните планини. Един от районите с типично проявление на Алпийската геосинклинална област са Алпите, с които е свързан терминът Алпийска орогенеза. Към Алпийската геосинклинална област се отнасят:
- Европа – Пиренеи, Андалуски планини, Апенински планини, Карпати, Динарски планини, Стара планина, Кримски планини, Кавказ;
- Африка – северната част на Атласките планини;
- Азия – Понтийски планини, планините Тавър, Туркмено-Хорасански, Алборз, Загрос, Сюлейманови, Хиндукуш, Памир, Хималаи, нагънатите планински съоръжения в Мианмар, Индонезия, Филипинските и Японските острови, Камчатка;
- Северна Америка – нагънатите планински вериги по Тихоокеанското крайбрежие на Аляска и Калифорния;
- Южна Америка – нагънатите планински вериги на Андите;
- Австралия и Океания – островните вериги източно от Австралия (Соломонови острови, Вануату, Фиджи, Кермадек и др.), в т.ч. островите Нова Гвинея и Нова Зеландия;
- Антарктика – Трансантарктически планини, островите Южни Шетлъндски, Южни Оркнейски, Южна Джорджия и Южни Сандвичеви острови.[1]

В повечето от изброените нагънати планински системи неозойската нагъвателна фаза е предшествана от по-слабата мезозойска, която в тези случаи също се отнася към Алпийската геосинклинална област. По перифериите на Тихия океан мезозойската нагъвателна фаза е била много по-интензивна и има напълно самостоятелно значение, като неозойската нагъвателна фаза се е проявила много по-късно, отколкото в Алпо-Хималайската геосинклинална област. Във връзка с това в някои страни Алпийската нагъвателна система се поделя на две обособени фази – мезозойска и неозойска. Алпийската нагъвателна фаза се е проявила не само в пределите на геосинклиналните области във вид на епигеосинклинални нагънати съоръжения, но на места е засегнала и съседните платформи – планината Юра, части от Пиренейския полуостров в Европа, южните части на Атласките планини в Северна Африка, Таджикската депресия и югозападните хребети на Хисарския хребет в Средна Азия, източните части на Скалистите планини в Северна Америка, Патагонските Анди в Южна Америка, Антарктическия полуостров в Антарктида и др. С Алпийската орогенеза са свързани също образуването на гънки в междупланинските понижения в сводово-блоковите съоръжения в Средна и Централна Азия (Ферганска котловина, Цайдам и други падини), възникнали в процеса на епиплатформените планинообразувания.
В широк смисъл Алпийската орогенеза се състои от няколко фази: Ларамийска (от края на кредата до началото на палеогена); Пиренейска (от края на еоцена до началото на олигоцена), Савска (в края на олигоцена и началото на миоцена), Щирийска (в средата на миоцена), Атическа (в края на миоцена), Роданска (в средата на плиоцена) и Влашка (през плейстоцена). Всичките тези фази не са представени навсякъде в цялата Алпийската геосинклинална област. Териториите, обхванати от Алпийската орогенеза все още съхраняват висока тектонска активност, която се проявява в интензивното разчленение на релефа, високата сеизмичност и продължаващата на много места вулканична дейност.